# Pseudo-Longinus
Pseudo-Longinus (Grieks: Λογγῖνος, Longĩnos) is de naam die meestal wordt gegeven aan de onbekende auteur van het Griekstalige geschrift Over het verhevene, dat waarschijnlijk uit de 1e eeuw n.Chr. stamt.

## Auteurschap
Het geschrift dat in het Grieks Peri hupsous (Περὶ ὕψους) heet, in Latijnse vertaling de titel De sublimitate heeft, en in het Nederlands is vertaald als Het sublieme of Over het verhevene, is in één enkel handschrift overgeleverd. Het is fragmentarisch overgeleverd; naar schatting een derde is verloren gegaan. In het handschrift staat de aantekening ‘van Dionysius of Longinus’. Op grond hiervan is het geschrift tot aan het eind van de negentiende eeuw alom op naam van Longinus gezet. Deze werd wel gelijkgesteld met de Neoplatoonse filosoof Cassius Longinus uit de 3e eeuw n.Chr. Hoewel later pogingen zijn gedaan het geschrift aan andere auteurs toe te kennen – onder anderen aan Dionysius van Halicarnassus – gaat men er tegenwoordig algemeen van uit dat het om een verder onbekende auteur gaat en noemt men hem nu meestal pseudo-Longinus (wat ten onrechte suggereert dat de auteur zich onder de naam Longinus zou hebben gepresenteerd). Op grond van stilistische argumenten en op grond van het feit dat de auteur zich met zijn geschrift afzet tegen een gelijknamig geschrift van de Griekse retor Caecilius van Calacte die leefde in de tijd van Augustus, wordt het werk gedateerd in de eerste eeuw n.Chr.

## Over het verhevene
Over het verhevene is een literair-kritisch geschrift over het stilistische begrip ‘het verhevene’, waarmee de auteur de hoge stijl in de retorica bedoelde. Hij noemt vijf oorzaken voor het verhevene: verheven gedachten, gepassioneerde gevoelens (pathos), correct gebruik van stijlfiguren, nobele stijl en woordkeuze, goede compositie. Hoewel de auteur zich in beginsel met retorica bezighoudt, noemt hij ook dichters als voorbeelden van de verheven stijl: Homerus, Pindarus, Archilochus en Sophocles.
In 1674 publiceerde Nicolas Boileau een Franse vertaling (Traité du sublime) die de aanzet was tot een theoretische discussie over het verhevene.
Het geschrift van Pseudo-Longinus werd ook een aantal keren in het Nederlands vertaald, de laatste keer door Michiel Op de Coul (Het sublieme, Groningen: Historische Uitgeverij 2000). In 2012 verscheen een nieuw boek over Pseudo-Longinus van de hand van Caroline van Eck onder de titel "Translations of the Sublime: The Early Modern Reception and Dissemination of Longinus' "Peri Hupsous" in Rhetoric, the Visual Arts, Architecture and the Theatre".